# Halle Münsterland

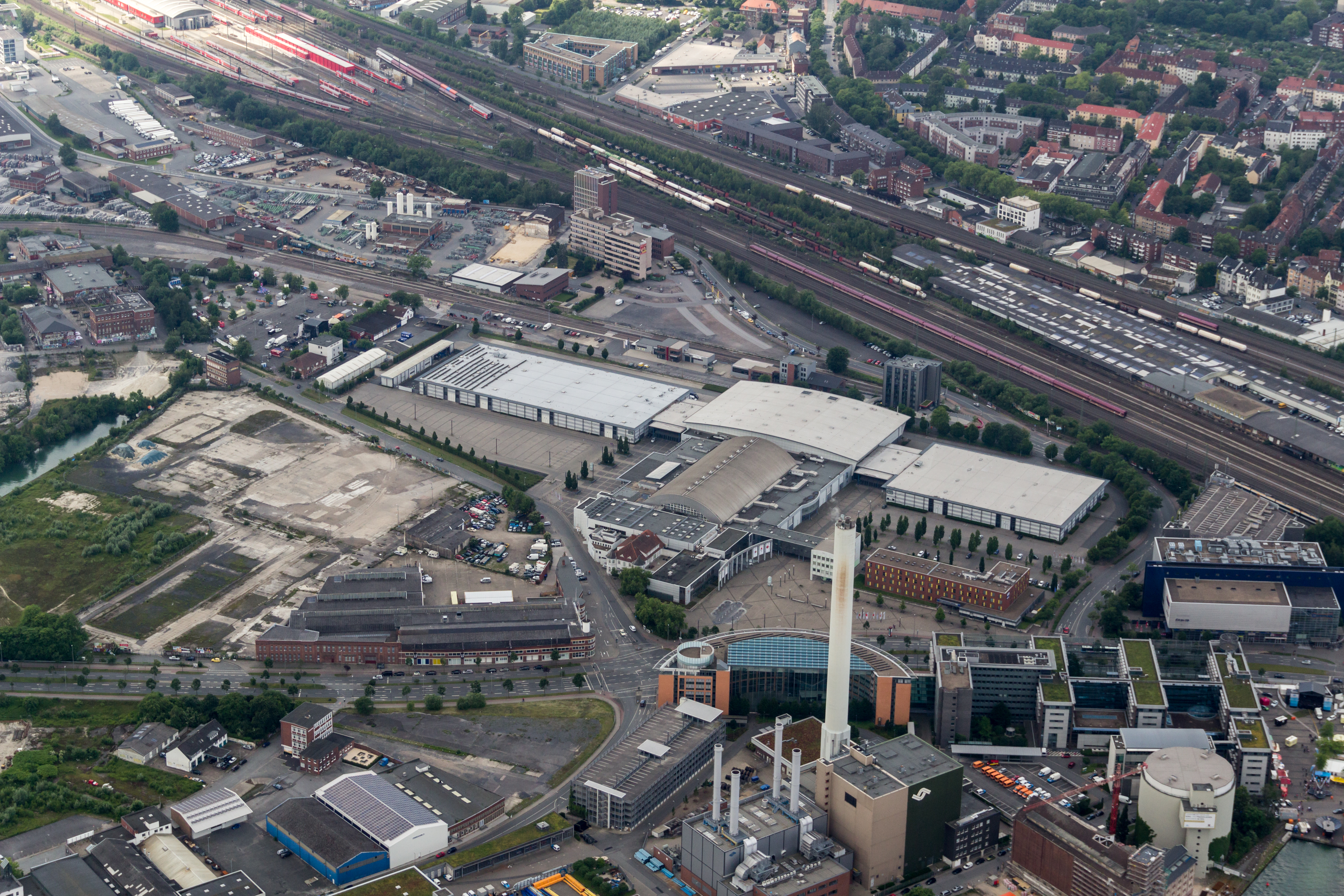
Luftaufnahme der Halle Münsterland (2014)

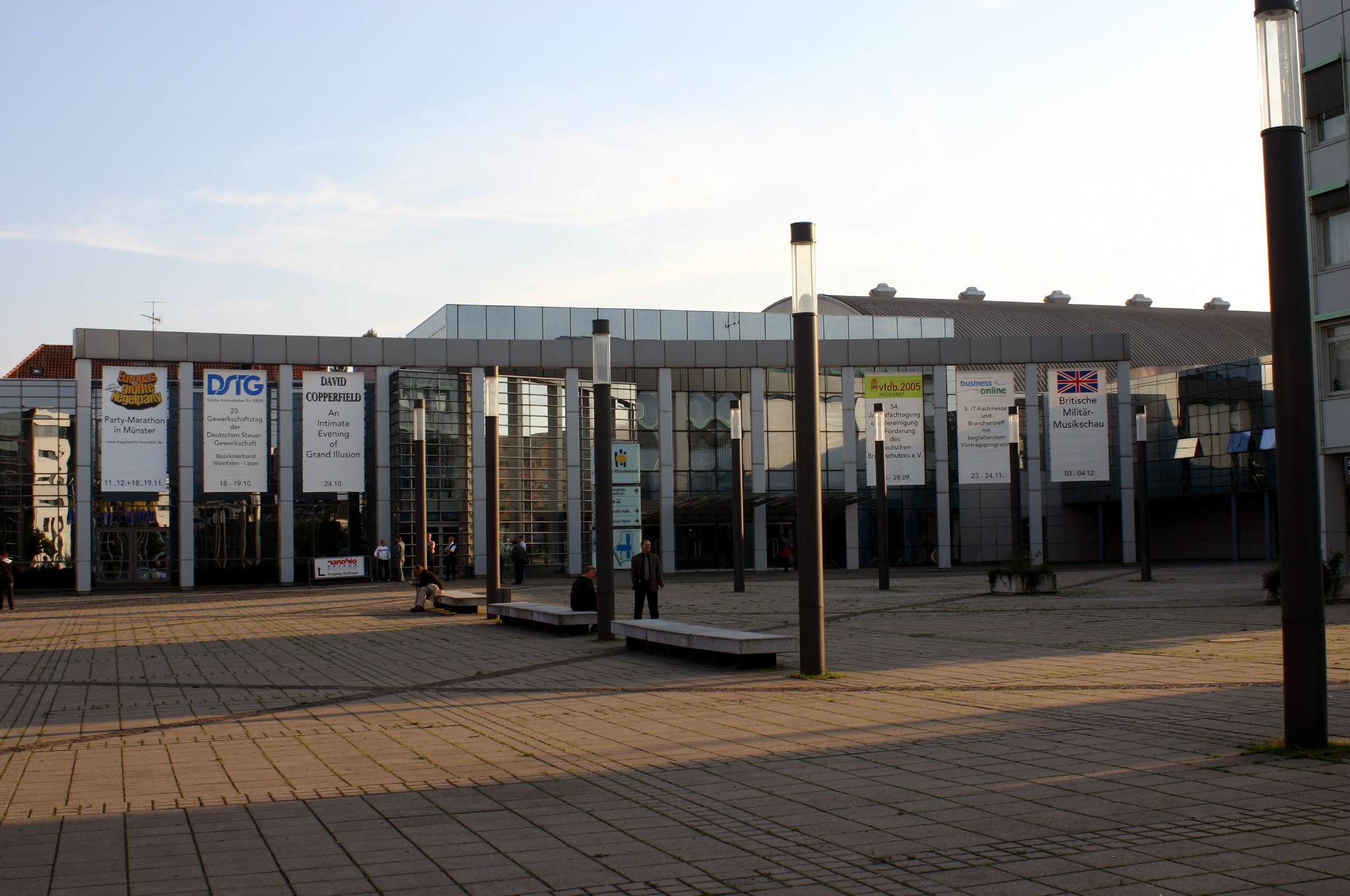
Vorplatz der Halle Münsterland (2005)

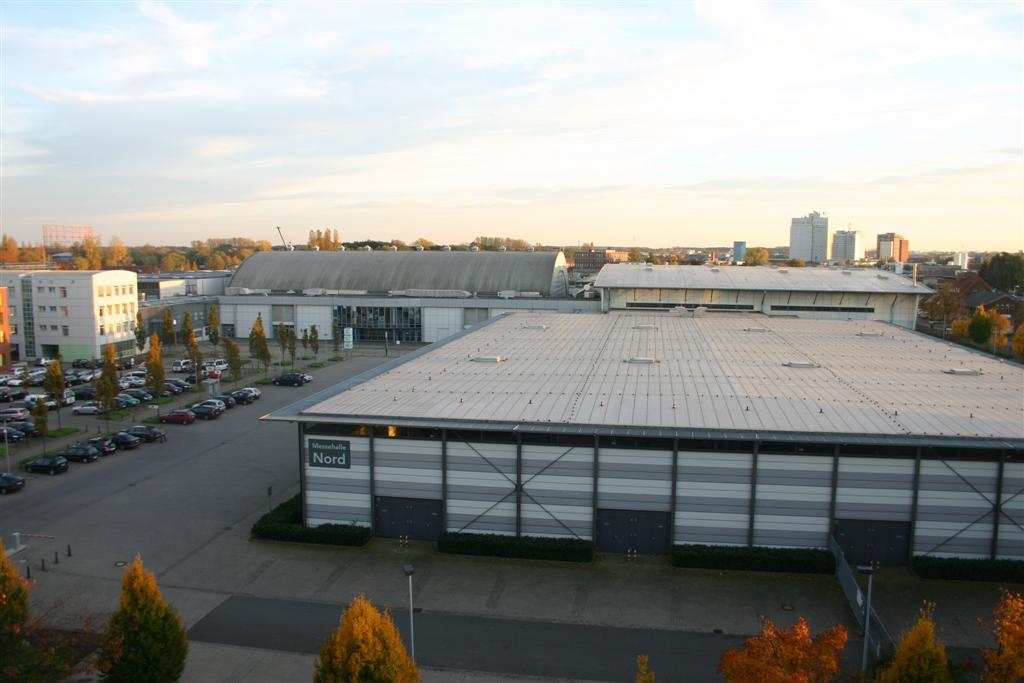
Halle Münsterland von oben – Im Vordergrund die Messehalle Nord (2005)

Das Messe und Congress Centrum Halle Münsterland ist das Veranstaltungszentrum der Region in Münster. Es wurde 1926 gegründet und besteht heute aus der Großen Halle, drei Messehallen und dem Kongresszentrum mit diversen Sälen und Tagungsräumen. Insgesamt umfasst es rund 20.000 Quadratmeter Hallenfläche und rund 10.000 Quadratmeter Freigelände. Seit Januar 2009 firmiert die Halle Münsterland als Messe und Congress Centrum Halle Münsterland, um die Vielfalt der Veranstaltungen, die hier stattfinden, deutlicher hervorzuheben.

## Geschichte

### Planung und Fertigstellung
Zu Beginn des 20. Jahrhunderts existierten in Münster nur wenige Orte, an denen Großveranstaltungen stattfinden konnten. Insbesondere die öffentlichen Viehmärkte, die unter freiem Himmel auf dem Neuplatz (heute Schlossplatz) abgehalten werden mussten, stellten die Stadtverwaltung vor zunehmende Platz- und Hygieneprobleme. Zugleich fehlte der aufstrebenden Stadt eine große Veranstaltungshalle für Versammlungen, Ausstellungen, Messen und Sportturniere.
Die Halle Münsterland entstand ab 1925 auf dem Gelände der ehemaligen städtischen Gasanstalt im Südosten der Stadt. Neben der Stadt Münster als Bauherrin beteiligten sich die drei landwirtschaftlichen Zuchtvereinigungen Westfalens an Bau und Trägerschaft. Der moderne Gebäudekomplex war 180 Meter lang und 45 Meter breit. Über der fast 3500 Quadratmeter großen zentralen Halle, in der bis zu 6000 Personen Platz fanden, wölbte sich in 16 Metern Höhe ein geschwungenes Holzbau-Lamellendach des Systems Zollinger. Am 17. und 18. April 1926 wurde die Halle Münsterland mit einem zweitägigen Turnier der westfälischen Reit- und Fahrvereine eröffnet. Die offiziellen Baukosten beliefen sich auf 753.000 Reichsmark.
Treibende Kraft hinter der neuen Veranstaltungshalle war Oberbürgermeister Georg Sperlich. Er wollte mit ihrer Hilfe die regionale Wettbewerbsfähigkeit steigern, zumal zur gleichen Zeit im benachbarten Dortmund die Westfalenhalle entstand. Hohe kommunalpolitische Wellen schlug die Tatsache, dass Sperlich den Beginn der Arbeiten ohne die Zustimmung der Stadtverordneten angeordnet hatte. Eine nachträgliche Genehmigung des Baus und der Finanzierung erfolgte anderthalb Jahre nach der Eröffnung.

### Veranstaltungen 1926–1939
In den Anfangsjahren war die Halle Münsterland vor allem Schauplatz landwirtschaftlicher Veranstaltungen. Die erste Versteigerung von Schweinen und Rindvieh fand im Juni 1926 statt, im November 1926 folgte die erste Zuchtviehversteigerung. Bis zum Beginn des Zweiten Weltkrieges wurden jährlich rund 20 Viehversteigerungen durchgeführt. Dazu kamen Hengstkörungen und Kleintierschauen.
Zudem fanden bis 1939 in der Halle Münsterland 30 Sportfeste (Leichtathletik-, Ballsport- und Turnveranstaltungen) statt. Der Pferdesport war mit Reit- und Fahrturnieren vertreten, außerdem gab es zahlreiche Kegel-, Box- und Ringwettkämpfe. Die Radrennen auf einer 160 Meter langen Radrennbahn des heimischen Architekten Clemens Schürmann mit in- und ausländischen Sportstars entwickelten sich zu den größten Besuchermagneten vor dem Krieg. Das jährliche Karnevalsfest zählte jeweils rund 10.000 Besucher. Die erste Großveranstaltung war der Deutsche Katholikentag vom 4. bis 8. September 1930 mit rund 30.000 Teilnehmern.
Mit Aufkommen des Nationalsozialismus nahm die Zahl der politischen Kundgebungen zu. Im Juli 1932 wurde der gerade abgesetzte Reichskanzler Heinrich Brüning (Zentrum), der aus Münster stammte, bei einem Wahlkampfauftritt stürmisch gefeiert. Bereits am 8. April 1932 hatte Adolf Hitler bei der ersten NSDAP-Kundgebung in der Halle Münsterland vor 10.000 Menschen gesprochen. 38 weitere Großveranstaltungen der Partei folgten bis 1939, da die regierenden Nationalsozialisten die städtische Halle jederzeit unentgeltlich nutzen konnten.

### Militärische Nutzung und Zerstörung
Seit August 1939 diente die Halle Münsterland militärischen Zwecken als Verladestation für Waffen und Fahrzeuge, Pferdelazarett, Ersatzverpflegungsamt sowie zur Heeresstandortverwaltung. Veranstaltungen fanden während des Krieges nicht mehr statt. Bei mehreren schweren Bombenangriffen der Alliierten auf Münster ab 1941 wurden sämtliche Gebäude völlig zerstört.

### Wiederaufbau und Neueröffnung
Obwohl nach 1945 ganz Münster in Schutt und Asche lag, begann die Stadt schnell mit dem Wiederaufbau der Halle, denn die Landwirtschaft brauchte einen Ort für ihre Märkte, um die Bevölkerung mit Nahrungsmitteln versorgen zu können. 1948/1949 entstand am alten Platz die neue Halle Münsterland, die bei Messen 3000 Quadratmeter Ausstellungsfläche und bei Konzerten Platz für bis zu 7.000 Personen bietet. Noch heute bildet sie als Große Halle den Kern des Messegeländes. Beim Wiederaufbau bot die Münsteraner Reiterfamilie erneut große Unterstützung. Das wertvolle Holz für ihr charakteristisches, halbrundes Tonnendach in Zollingerdach-Bauweise kam aus Bayern und wurde gegen 120 Pferde der Züchter schwarz getauscht. Der Hallenboden war damals huftauglich für Pferde ausgelegt und wurde für andere Veranstaltungen mit trittfesten Bodenbelägen überdeckt. Die 1947 gegründete Halle Münsterland GmbH komplettierte das Ensemble bis 1952 mit Büros und Foyer, einer neuen Viehmarkthalle, einem Restaurant und dem Weißen Saal als Tagungsraum für 500 Personen. Die Baukosten summierten sich auf rund 2 Millionen DM. Damit war die Halle Münsterland die erste und zunächst größte wiederaufgebaute Veranstaltungshalle Deutschlands.
1950 wurde die Radrennbahn von Schürmann erneuert. Sie war 153 Meter lang und aus Holz gefertigt. Auf ihr fanden von 1955 bis 1988 insgesamt 33 Sechstagerennen statt.

### Aus-, Um- und Neubauten
Seit den 1950er-Jahren wurden die Hallengebäude immer wieder umgestaltet und erweitert, das Zollingerdach blieb derweil unverändert. Allerdings ist es inzwischen reine Zierde, denn das Hallendach wird von der Holzkonstruktion nicht mehr getragen, sondern verbirgt die umfangreichen technischen Installationen, die sich zwischen der der Konstruktion nach Zollinger und der inzwischen darüber errichteten Dachkonstruktion befinden. 1959/1960 entstand eine zweite Viehmarkthalle. Ab 1966 kamen ein größeres Foyer, Tagungs- und Büroräume dazu. 1972 begannen die Arbeiten am Konzert- und Kongresssaal, mit dem sich die Halle Münsterland in den Sparten Kultur und Tagungen weiter profilieren wollte. Zum 50-jährigen Hallen-Jubiläum im April 1976 wurde der neue Saal, der seitdem bis zu 1000 Besuchern Platz bietet, eröffnet.
In den 1990er-Jahren veränderte sich das Erscheinungsbild der Halle Münsterland komplett. Die Raumkapazitäten besonders für Messen und Kongresse reichten nicht mehr aus, um im härter werdenden Wettbewerb der Veranstaltungsorte bestehen zu können. Darum kaufte die Stadt Münster 1988 für 20 Millionen DM zwei angrenzende Grundstücke zur Erweiterung des Hallengeländes. 1990 entstand ein neues Verwaltungsgebäude. 1994 stellte die Stadt insgesamt 82 Millionen DM für Renovierungen, Um- und Neubauten zur Verfügung. Kernstück war die Errichtung von drei neuen Messehallen mit insgesamt knapp 16.000 Quadratmetern Fläche. Die Messehallen Nord und Mitte wurden 1996, die Messehalle Süd 2002 eröffnet. Dazu kamen die Renovierung von Großer Halle und Nordfoyer.
Die Modernisierung des Kongresszentrums fand 2016 statt.
Das Messe und Congress Centrum Halle Münsterland hat rund 20.000 Quadratmeter Ausstellungsfläche und rund 10.000 Quadratmeter Freigelände. In der größten Halle, der Messehalle Mitte, finden bei Großveranstaltungen bis zu 11.000 Personen Platz.

## Messen und Kongresse
Ab den 1960er-Jahren veranstaltete das Messe und Congress Centrum Halle Münsterland  Messen für Fachpublikum (Handwerks-, Gärtner- oder Landwirtschaftsschauen) sowie für Verbraucher (Haushalts-, Garten- oder Automärkte), so die Münsterlandschau (1972–2002), größte Verbrauchermesse der Region, und die Gartenmesse Frühling – Blumen – Freizeit (seit 1983).
Seit der Eröffnung der drei neuen Messehallen (1996/2002) finden auch internationale Ausstellungen statt, so die Internationale Ausstellung für Fahrwegtechnik (IAF), auf der Baumaschinen für den Schienenverkehr gezeigt werden, oder die AAGTechnika. Ebenfalls 1996, und seitdem jährlich, wurde erstmals die regionale Messe „Bauen und Wohnen“ in den Messehallen ausgerichtet. Seit 2023 wird sie als Baumesse Münster weitergeführt. Dazu kommen die eigenen Fachmessen des Messe und Congress Centrums Halle Münsterland, wie die Art& Antik Messe Münster oder die DOGLIVE Mein Hund und ich.
Auch Tagungen und Kongresse finden im Messe und Congress Centrum Halle Münsterland  statt, wie der Deutsche Ärztetag und der Deutsche Juristentag, diverse Parteitage oder der Deutsche Katholikentag 2018.
Stand 2022 sind etwa zwei Drittel aller Veranstaltungen Messen und Kongresse. Das Spektrum reicht von Betriebs- und Hauptversammlungen regionaler Firmen bis zu medizinischen oder wissenschaftlichen Fachkongressen von internationaler Bedeutung. Nach der Modernisierung des Congress Centrums (2016) bieten insgesamt zehn Säle und Foren bis zu 4000 Personen Platz.

## Musik und Bühne

### Klassik und Jazz
In den Jahrzehnten nach dem Krieg standen vor allem klassische Musik und Jazz auf dem Spielplan. Die Wiener und die Berliner Philharmoniker besuchten die Halle Münsterland mehrfach, unter anderem unter der Leitung von Wilhelm Furtwängler (1950–51) und Herbert von Karajan (1970–72). Am 2. Juni 1976 gastierten die New Yorker Philharmoniker unter Leonard Bernstein in der Halle. Seit Beginn der 1980er Jahre spielen klassische Konzerte keine große Rolle mehr. Gleiches gilt für den Jazz, dessen Größen bis in die 1970er-Jahre regelmäßig in der Halle Münsterland auftraten (beispielsweise Louis Armstrong 1955–62, Lionel Hampton 1956–61, Benny Goodman 1959). Zwischen 1986 und 1994 fand hier das Internationale Jazzfestival Münster statt, das nun im Theater Münster präsentiert wird.

### Schlager und Musical
Die deutsche Erstaufführung des Musicals Jesus Christ Superstar am 18. Februar 1972 brachte die Halle Münsterland landesweit in die Schlagzeilen und begründete eine bis heute dauernde Musical-Tradition, die von Hair über West Side Story und Grease bis zu Saturday Night Fever reicht. Die aus Münster stammende Musical-Diva Ute Lemper kehrte mehrfach mit ihren Soloprogrammen auf die Bühne der Halle zurück. Konzerte von Schlager- und Volksmusik-Stars sind seit den 1960er-Jahren fester Programmbestandteil. Größen wie Udo Jürgens, Reinhard Mey, James Last, Howard Carpendale, Die Flippers, die Schürzenjäger und die Kastelruther Spatzen machen seit Jahrzehnten häufig in Münster Station.

### Rock und Pop
Am 11. September 1965 gaben die Rolling Stones hier ihr erstes Deutschland-Konzert. Legendär wurden die Münster-Auftritte von Jimi Hendrix (1969), Deep Purple (1970) und Pink Floyd (1971). Unter den internationalen Rock- und Popgrößen, die in der Halle Münsterland gastierten, sind Ray Charles, Bob Dylan, Jethro Tull, Ten Years After, Rory Gallagher, Johnny Cash, Santana, Tina Turner, Frank Zappa, Rod Stewart, Depeche Mode, DJ BoBo, Modern Talking, Pet Shop Boys, Bryan Adams und die Backstreet Boys. Dazu gesellen sich nationale Stars wie Peter Maffay, Die Toten Hosen, Udo Lindenberg, Marius Müller-Westernhagen, Herbert Grönemeyer, Die Prinzen, Wise Guys oder BAP, die der Halle seit langem die Treue halten. Zu den Highlights seit der Jahrtausendwende gehören die Auftritte von Coldplay, blink-182, Böhse Onkelz, Tokio Hotel und Wir sind Helden, sowie von Sportfreunde Stiller, No Angels, Beatsteaks, Die Ärzte, dem Farin Urlaub Racing Team, den Fantastischen Vier sowie Deichkind. Zudem werden regelmäßig Open-Air-Konzerte auf dem Parkplatz zwischen den Hallen des Gebäudekomplexes veranstaltet.

### Show und Unterhaltung
Bis in die späten 1980er Jahre gastierten Circusse in der Halle Münsterland, darunter Ensembles des „Russischen bzw. Moskauer Staatszirkus“.
Die größte Show-Veranstaltung ist seit den 1970er-Jahren das mehrwöchige Gastspiel der Eisrevue Holiday on Ice in der Weihnachtszeit. Garanten für volle Hallen waren im vergangenen Jahrzehnt die Auftritte des Magiers David Copperfield, André Hellers Wintergarten Varieté oder die Stepshow Lord of the Dance. In der Karnevalszeit findet neben zahlreichen Bällen die Prunksitzung Westfalen haut auf die Pauke statt, die im WDR-Fernsehen übertragen wird. Ansonsten hat die Zahl der TV-Show-Produktionen im Messe und Congress Centrum Halle Münsterland (Auf Los geht’s los, Musikantenstadl, Wetten, dass..?) seit den 1990er-Jahren abgenommen.

### Theater und Comedy
Seit der Eröffnung des Stadttheaters 1956 gab es nur vereinzelt Schauspiel- und Opernaufführungen im Messe und Congress Centrum Halle Münsterland. Zudem hat sich die Halle zu einem beliebten Auftrittsort für Kabarettisten und Comedians wie Helge Schneider, Otto Waalkes, Rüdiger Hoffmann, Dieter Nuhr, Martin Rütter, Eckart von Hirschhausen, Mario Barth, Atze Schröder, Paul Panzer, Cindy aus Marzahn, Luke Mockridge und Carolin Kebekus entwickelt.

## Sport
Bis in die 1990er-Jahre bot die Halle ein breites Spektrum an Sportveranstaltungen. Zu zahlreichen Ring- und Boxwettkämpfen gesellten sich nationale und internationale Meisterschaften im Tanzen, Hallen-Fußball, Handball, Volleyball, Tennis oder Kunstturnen. Größter Besuchermagnet war das jährliche Sechstagerennen, bei dem zwischen 1950 und 1981 viele der besten Radfahrer des Landes starteten. 1949 konstruierte Clemens Schürmann eine Radrennbahn mit einer Länge von 153,8 Metern und einer Kurvenüberhöhung von 56 Grad. Diese Bahn war 5,9 Meter breit. Sie wurde jeweils für das Sechstagerennen eingebaut. Heute beschränkt sich das Sportangebot auf ein Großereignis: Beim traditionellen Reit- und Springturnier (K+K Cup), zu dem in jedem Januar über 20.000 Besucher kommen, tritt seit 1949 die internationale Springreiter-Elite gegeneinander an. Im Jahr 2014 wurden an den fünf Veranstaltungstagen insgesamt 33.000 Zuschauer gezählt. Im Rahmen dieser Veranstaltung wird auch die Bauernolympiade ausgetragen, ein Mannschafts-Wettkampf des Reiterverbandes Münster um die Wanderstandarte der Stadt Münster, der seinen Höhepunkt in der Mannschafts-Kür am Donnerstagabend findet. Zwischen 1926 und 2014 wurden mehr als eine Million Besucher gezählt, wofür der Veranstalter mit einem Stern auf dem „Star Walk“ ausgezeichnet wurde.